# Maryjska Autonomiczna Socjalistyczna Republika Radziecka
Maryjska Autonomiczna Socjalistyczna Republika Radziecka, Maryjska ASRR, Mari ASRR – republika autonomiczna w Związku Radzieckim, wchodząca w skład Rosyjskiej Federacyjnej Socjalistycznej Republiki Radzieckiej.
Maryjska ASRR została utworzona 5 grudnia 1936 r. z przekształcenia powstałego w 1920 r. Maryjskiego Obwodu Autonomicznego. Tworzenie autonomicznych obszarów dla mniejszości narodowych było elementem prowadzonej zwłaszcza w początkowym okresie istnienia ZSRR polityki korienizacji, tj. przyznawania autonomii nierosyjskim narodom dawnego Imperium, dyskryminowanym i rusyfikowanym przez carat.
Maryjska ASRR została zlikwidowana 22 grudnia 1990 r. na fali zmian związanych z rozpadem ZSRR. Jej kontynuacją jest autonomiczna rosyjska republika Mari El.
 Informacje nt. położenia, gospodarki, historii, ludności itd. Maryjskiej Autonomicznej Socjalistycznej Republiki Radzieckiej znajdują się w: artykule poświęconym Republice Mari El, jak obecnie nazywa się ta rosyjska jednostka polityczno-administracyjna